# Рассеяние частиц

Рассеяние альфа-частицы на атомном ядре. b — прицельный параметр, θ — угол рассеяния

Рассе́яние части́ц — изменение направления движения частиц в результате столкновений с другими частицами.
Количественно рассеяние характеризуется эффективным поперечным сечением.
Обычно рассматривается распространённая экспериментальная ситуация, когда частица налетает на другую частицу (мишень), которую можно считать неподвижной. После столкновения частица изменяет направление движения, а частица-мишень испытывает отдачу.
Система отсчёта, в которой мишень неподвижна, называется лабораторной. Теоретически рассеяние удобнее рассматривать в системе отсчёта центра инерции, ограничиваясь только относительным движением частиц. Так, в случае рассеяния двух частиц в системе центра масс задача сводится к рассеянию одной частицы с приведённой массой на неподвижной мишени.
Рассеяние называется упругим, если суммарная кинетическая энергия системы частиц не изменяется, не происходит изменения внутреннего состояния частиц или превращения одних частиц в другие. В противном случае рассеяние называется неупругим, при этом кинетическая энергия переходит в другие виды энергии с изменением коллективных (например, деформация) или микроскопических (например, возбуждение ядра) степеней свободы налетающих частиц или мишени.
Обычно экспериментальная мишень состоит из многих частиц. Если мишень тонка, то частица успевает рассеяться лишь один раз. Такое рассеяние называется однократным рассеянием. При толстой мишени нужно принимать во внимание многократное рассеяние частиц.

## Классическая физика
Если рассеиваемые частицы имеют масштабы атома, то классическое решение задачи рассеяния является приближением к точному квантовомеханическому решению.
В классической механике рассеяние частиц можно рассматривать в рамках задачи двух тел, которая сводится к задаче рассеяния одной частицы с приведённой массой на неподвижном силовом центре (который совпадает с центром инерции). При взаимодействии с силовым центром траектория частиц изменяется и происходит рассеяние.
Однородный пучок тождественных частиц с массами {\displaystyle m_{1}} и скоростями {\displaystyle {\vec {v_{\infty }}}} падает с бесконечно большого расстояния на некоторую совокупность тождественных частиц-мишеней с массами {\displaystyle m_{2}}, покоящихся относительно лабораторной системы отсчёта. Известен закон зависимости потенциальной энергии взаимодействия между частицами {\displaystyle m_{1}} и {\displaystyle m_{2}} от расстояния {\displaystyle U(r)}. Требуется определить число частиц с массой {\displaystyle m_{1}}, рассеивающихся в единицу времени в элемент телесного угла {\displaystyle d\Omega _{1}} и число частиц с массой {\displaystyle m_{2}}, рассеивающихся за то же время в элемент телесного угла {\displaystyle d\Omega _{2}}.
В случае, когда пучок налетающих частиц и совокупность частиц-мишеней достаточно разрежены, решение поставленной задачи существенно упрощается, так как можно пренебречь взаимодействием между частицами одного и того же сорта, а столкновения между частицами пучка и частицами мишени считать однократными. Это даёт возможность свести задачу к рассмотрению однократного рассеяния каждой частицы пучка на какой-либо одной частице-мишени.
Это хорошо известная задача об инфинитном относительном движении в системе двух взаимодействующих частиц {\displaystyle m_{1}} и {\displaystyle m_{2}} или эквивалентная ей задача о движении фиктивной частицы с массой {\displaystyle m={\frac {m_{1}m_{2}}{m_{1}+m_{2}}}} 
в потенциальном поле {\displaystyle U(r)} силового центра, совпадающего с центром масс какой-либо одной пары частиц.
Важнейшей характеристикой процесса рассеяния, определяемой видом рассеивающего поля, является эффективное сечение рассеяния: {\displaystyle d\sigma ={\frac {dN}{n}}}, где {\displaystyle dN} число частиц, рассеиваемых в единицу времени на углы, лежащие в интервале между {\displaystyle \chi } и {\displaystyle \chi +d\chi }, {\displaystyle n} — число частиц, проходящих в единицу времени через единицу площади поперечного сечения пучка.
Если угол рассеяния является монотонно убывающей функцией прицельного расстояния, то связь между углом рассеяния{\displaystyle \chi } и прицельным расстоянием {\displaystyle \rho } взаимно однозначна. В этом случае рассеиваются в заданный интервал углов между {\displaystyle \chi } и {\displaystyle \chi +d\chi } лишь те частицы, которые летят с прицельным расстоянием в определённом интервале между {\displaystyle \rho (\chi )} и {\displaystyle \rho (\chi )+d\rho (\chi )}. Число таких частиц равно
произведению {\displaystyle n} на площадь кольца между окружностями с радиусами {\displaystyle \rho } и {\displaystyle \rho +d\rho }, т. е. {\displaystyle dN=2\pi \rho d\rho n}. Отсюда эффективное сечение {\displaystyle d\sigma =2\pi \rho d\rho }.
Чтобы найти зависимость эффективного сечения от угла рассеяния, достаточно переписать это выражение в виде
{\displaystyle d\sigma =2\pi \rho (\chi )\left|{\frac {d\rho (\chi )}{d\chi }}\right|d\chi }
Часто относят {\displaystyle d\sigma } не к элементу плоского угла {\displaystyle d\chi }, а к элементу телесного угла {\displaystyle do}. Телесный угол между конусами с углами раствора {\displaystyle \chi } и {\displaystyle \chi +d\chi } есть {\displaystyle do=2\pi sin\chi d\chi }. Получаем основное уравнение классической теории рассеяния 
{\displaystyle d\sigma ={\frac {\rho (\chi )}{\sin \chi }}\left|{\frac {d\rho }{d\chi }}\right|do} (1).
Зависимость между углом отклонения {\displaystyle \chi } и прицельным расстоянием {\displaystyle \rho } при рассеянии частицы даётся уравнениями:: {\displaystyle \chi =|\pi -2\varphi _{0}|}, где  {\displaystyle \varphi _{0}=\int _{r_{min}}^{\infty }{\frac {({\frac {\rho }{r^{2}}})dr}{\sqrt {1-{\frac {\rho ^{2}}{r^{2}}}-{\frac {2U(r)}{mv_{\infty }^{2}}}}}}}. 
Формула (1) определяет эффективное сечение в зависимости от угла рассеяния в системе центра инерции. Для нахождения же эффективного сечения в зависимости от угла рассеяния {\displaystyle \theta } в лабораторной системе надо выразить в этой формуле {\displaystyle \chi } через {\displaystyle \theta } согласно формулам {\displaystyle \tan \theta _{1}={\frac {m_{2}\sin \chi }{m_{1}+m_{2}\cos \chi }}}, {\displaystyle \theta _{2}={\frac {\pi -\chi }{2}}}. 
При этом получаются выражения как для сечения рассеяния падающего пучка частиц ({\displaystyle \chi } выражено через {\displaystyle \theta _{1}}), так и для частиц, первоначально покоившихся  ({\displaystyle \chi } выражено через {\displaystyle \theta _{2}})
.
Угол отклонения (угол рассеяния) показывает отклонение конечного направления распространения частицы по отношению к начальному. В классической механике он однозначно связан с импульсом {\displaystyle p_{0}\ } налетающей частицы, прицельным расстоянием (прицельным параметром) {\displaystyle \rho } и потенциальной энергией взаимодействия {\displaystyle U(r)\ } между частицами:
{\displaystyle \chi =\pi -2\int \limits _{r_{min}}^{\infty }{\frac {\rho dr}{r^{2}{\sqrt {1-\rho ^{2}/r^{2}-U(r)/E}}}}}
где {\displaystyle E=p_{0}^{2}/2m} — кинетическая энергия налетающей частицы, {\displaystyle m\ } — приведённая масса налетающей частицы, {\displaystyle r\ } — расстояние до силового центра. Интегрирование ведётся от {\displaystyle r_{min}\ } — точки поворота (минимального расстояния от центра), до бесконечного удаления {\displaystyle r=\infty }.
При рассеянии пучка частиц вводят понятие эффективного поперечного сечения:
{\displaystyle d\sigma ={\frac {dN}{j_{0}}}=2\pi \rho d\rho }
где {\displaystyle dN\ } — число частиц, рассеянных в единицу времени на все углы, лежащие в интервале между {\displaystyle \chi } и {\displaystyle \chi +d\chi \ }, а {\displaystyle j_{0}\ } — число частиц, проходящих в единицу времени через единицу площади поперечного сечения пучка (здесь предполагается, что плотность потока падающих частиц однородна по всему сечению пучка).

## Квантовое рассеяние
В квантовой механике рассеяние частиц на мишени описывается уравнением Шрёдингера. При этом волновая функция частицы делокализирована, то есть принадлежит состояниям непрерывного спектра, и может нормироваться на поток (при этом рассматривается не одна отдельная частица, которая падает на мишень, а стационарный поток частиц). Задача в таком случае не в том, чтобы найти спектр разрешённых значений энергии (энергия частиц, которые налетают на мишень, считается известной), а в нахождении амплитуды рассеянных волн (см. ниже).
На большом расстоянии от мишени, за областью действия сил, частица описывается волновой функцией
{\displaystyle \phi =e^{i\mathbf {k} _{i}\cdot \mathbf {r} }},
где {\displaystyle k_{i}^{2}=2\mu E/\hbar ^{2}}, E — энергия частицы, μ — приведённая масса, {\displaystyle \hbar } — приведённая постоянная Планка.
В результате рассеяния волновая функция имеет вид наподобие :{\displaystyle \psi =\phi +A{\frac {e^{ikr}}{r}}},
то есть в ней появляется сферическая рассеянная волна с амплитудой A, которая называется амплитудой рассеяния. Амплитуда рассеяния находится из решения уравнения Шрёдингера.
В случае неупругого рассеяния со многими каналами может существовать несколько рассеянных сферических волн с разными значениями k и разными амплитудами рассеяния.

## Применение
Упругое и неупругое рассеяние частиц является основным методом исследования в атомной и ядерной физике, а также в физике элементарных частиц. По результатам рассеяния можно получить характеристику потенциальной энергии взаимодействия частиц с мишенью и узнать о строении мишени. Так в своё время с помощью рассеивания альфа-частиц на золотой фольге, Эрнест Резерфорд установил строение атома.
С целью создания частиц высоких энергий строятся мощные ускорители.